# Yahia Churbaji
Yahia Churbaji (en arabe : يحيى شربجي, également écrit Yahya Shurbaji ou Sharbaji ) est un militant pacifiste syrien connu pour ses convictions et actions non-violentes en faveur de la démocratie à travers des actions citoyennes. Il propose notamment aux manifestants de défiler avec des fleurs et de les offrir aux soldats venus réprimer les manifestations lors du soulèvement populaire du printemps 2011. Arrêté le 6 septembre 2011, il est porté disparu pendant près de 7 ans. En juillet 2018, sa famille apprend qu'il était mort en détention depuis 2013.

## Biographie
Yahia Churbaji nait le 21 décembre 1979 à Daraya, dans la banlieue de Damas. Il étudie à l'université de Damas, mais n'a pas terminé ses études. Il est membre des « Chababs » de Daraya (« les Jeunes de Daraya »). Son frère, Ma'an (ou Maen, Mohammad Taha) Churbaji est également impliqué dans le militantisme social et politique de la ville.

## Militantisme
Yahia Churbaji participe à plusieurs actions civiles entre 1998 et 2003. Avec les Jeunes de Daraya, il explique par exemple aux citoyens les problèmes posés par la corruption au quotidien. Les jeunes de Daraya s'inspirent d'exemples historiques de mouvements non violents. Ils ouvrent une bibliothèque mobile et distribuent des livres à la communauté, nettoient les rues, projettent un film sur Gandhi à la mosquée, pour envoyer un message d'optimisme. 
En avril 2003, Yahia Churbaji et Haytham al-Hamwi sont les leaders d'une campagne civique pour le changement social, appelant à commencer par changer soi-même pour pouvoir construire une société basée sur le travail de la raison et de la réflexion, sans culte de la personnalité. L'idée est d'amener chacun à réfléchir, à travers des actions pacifiques, car, à l'occasion de l'occupation américaine en Irak, les services de renseignements syriens et les cheikhs proches du régime viennent à Daraya pour convaincre des jeunes de la ville de partir faire le djihad et participer à des attentats suicides, or, pour les jeunes de Daraya, la violence n'est pas une solution. Une manifestation contre la guerre en Irak et une distribution de tracts est organisée. 
Le 3 mai 2003, Yahia Churbaji, Abdel Akram al-Saqqa et vingt-cinq autres membres des Jeunes de Daraya sont arrêtés et détenus pendant deux ans. Yahia reste cinq années en détention,.  
Il participe ensuite à de nombreuses manifestations au printemps 2011, pendant le soulèvement syrien, tout en insistant sur le caractère non violent des actions sur le terrain. Cela consiste notamment à ne pas insulter ni provoquer les soldats  ni les forces de sécurité du régime venus les réprimer violemment, mais au contraire, à offrir des fleurs et des bouteilles d'eau aux soldats en signe de fraternité et de solidarité. Il est également connu pour ses déclarations pacifistes, notamment : « Je préfère être tué que tuer » ,.

## Arrestation et disparition forcée
Yahia Churbaji est arrêté le 6 septembre 2011 avec son frère Ma'an et son ami Ghyiath Matar par la Direction des services de renseignements des forces aériennes et n'a jamais été revu depuis. Son cousin Mazen Churbaji avait été arrêté trois jours plus tôt. Le corps de Ghyiath Matar est renvoyé à ses parents avec des signes évidents de torture et de mutilation quatre jours après leur arrestation.
Nabil Churbaji, un proche des frères Churbaji, qui se cachait depuis le début des arrestations massives pratiquées par les forces du régime en septembre 2011, est capturé par des agents du renseignement près de Daraya le 26 février 2012. Toute la famille est recherchée par le régime et beaucoup fuient la Syrie. 
La diplomatie française, Amnesty International et l'ONU ont appelé à la libération de Yahia Churbaji et de tous les autres détenus politiques en Syrie , .
Après avoir reçu le prix Anna-Politkovskaïa, Razan Zaitouneh évoque dans son discours la disparition de Yahia, dont elle était devenue l'amie depuis plusieurs années.

## Décès
Restée sans nouvelle de leurs fils pendant près de 7 ans, la famille apprend le 23 juillet 2018 qu'Yahia Churbaji était mort en détention plus de 4 ans plus tôt, le 15 janvier 2013. Comme souvent, le régime n'a pas fourni de certificat de décès, d'informations sur les causes, les circonstances du décès, dû à la torture, ou à une exécution extra-judiciaire, ni sur le lieu d'inhumation,. Ce 15 janvier 2013, sept militants pacifistes de Daraya ont semble-t-il été exécutés, dont Yahia Churbaji, Islam Dabbas, Majd Khoulani et son frère Abdessatar Khoulani.
De la même manière, la famille apprend le décès de son frère, Ma'an, arrêté en même temps que lui, daté au 13 décembre 2013. Leur sœur, Bayan Shurbaji, réfugiée au Royaume-Uni, s'implique dans l'association Families for Freedom, qui demande des comptes sur les détenus et victimes de disparition forcée en Syrie. 